# Johnny de Droog
Johannes Mattheus (Johnny) de Droog (Haarlem, 15 augustus 1893 – Gorssel, 19 februari 1945) was tijdens de Tweede Wereldoorlog een van de beruchtste V-Männer en als zodanig verantwoordelijk voor de arrestatie van honderden verzetslieden.

## Levensloop
Voor de oorlog was De Droog in Arnhem werkzaam als fietsenmaker. Naar eigen zeggen had hij samen met de communist Jan Berghuis meegevochten in de Spaanse Burgeroorlog. In werkelijkheid vocht De Droog nooit in Spanje. Na de Duitse verovering van Nederland werd hij actief in het verzet. Hij gaf in Arnhem leiding aan een eigen verzetsgroep. Hij kwam in beeld bij de bezetter. Halverwege 1941 dook hij onder in Putten, waar hij ging samenwerken met Pieter Vijge. In maart 1942 werden De Droog, Vijge en een aantal andere leden van de groep aangehouden door de NSB-burgemeester Frits Klinkenberg. De Droog werd de volgende dag verhoord door Hauptscharführer Walter Becker van de Arnhemse Sicherheitsdienst. Deze haalde De Droog over om voor de SD te gaan werken. De Droog noemde meteen de namen van nog een aantal leden van de groep-Vijge die vervolgens direct werden aangehouden.
De Droogs werkwijze was meestal als volgt: hij deed zich voor als verzetsman en sloot zich onder een valse naam aan bij een verzetsgroep. De arrestaties volgden wanneer hij genoeg wist. De Droog werkte onder andere samen met Antonie Berends, Willy Markus en Jean François Velle. Bij het verzet was op een gegeven moment de identiteit van De Droog bekend. Zo stond zijn naam met foto en signalement in de illegale pers. Door tal van knokploegen werd jacht op hem gemaakt. De verzetsman Theo Dobbe probeerde De Droog in september 1944 te liquideren. In plaats daarvan werd Dobbe zelf opgepakt en kort daarna gefusilleerd.
Na de voor de geallieerden verloren Slag om Arnhem verplaatste de Sicherheitsdienst haar hoofdkwartier naar Lunteren. De Droog werd in Gorssel gestationeerd. 

### Overlijden
De omstandigheden rond zijn dood zijn onduidelijk. SD-medewerker Emil Rappard verklaarde na de oorlog dat hij voor het huis van De Droog stond te wachten. Kort daarop hoorde hij een schot. Onduidelijk was of hij van buiten af was neergeschoten of dat het zelfmoord was. Sommigen nemen aan dat De Droog door Rappard werd doodgeschoten, in opdracht van hoge SD-functionarissen. Volgens een andere verklaring betrof het een dodelijk ongeluk met zijn pistool. Het lichaam werd naar Amersfoort overgebracht, waar het in de buurt van Kamp Amersfoort werd begraven. Daar werd het na de oorlog door de Dienst Identificatie en Berging opgegraven en geïdentificeerd als dat van De Droog.

## Lijst van gebeurtenissen waarbij De Droog betrokken was
De Droog was onder andere verantwoordelijk voor de volgende arrestaties:
- De verzetsgroep Comité eenheid Een voor allen, allen een was door Pieter Vijge opgericht. De groep stond onder leiding van De Droog en was vooral actief in Barneveld en Putten. Zij gaf dertienmaal een blad uit waarin zij ageerde tegen de arbeitseinsatz. Op 7 en 8 maart 1942 werden De Droog, Vijge en een aantal anderen opgepakt. De Droog liep over naar de SD en noemde de namen van een aantal groepsleden, die direct werden gearresteerd. Vijge, Rijk Hooijer en Frans Tromp werden allen op de Leusderheide gefusilleerd. Nico van Delen en Henk Sonnenberg werden tot 15 jaar tuchthuisstraf veroordeeld. Beide mannen overleefden de oorlog.
- De een half jaar eerder gedropte geheim agent Thijs Taconis werd op 9 maart 1942 opgepakt door toedoen van De Droog. Hij werd in september 1944 gefusilleerd in Mauthausen.
- Op 28 mei 1942 werden in Velp gemeenteambtenaar Jan de Vries en Johan Gronloh opgepakt. Gronloh was betrokken bij Vrij Nederland en de hulpverlening aan joden. De Droog had toenadering tot beide mannen gezocht. De Vries kreeg een gevangenisstraf van 17 maanden opgelegd. Gronloh overleefde de Duitse concentratiekampen niet.
- Rond mei 1942 slaagde De Droog er via zijn vroegere koerier Martinus Bouchette in te infiltreren bij een groep van de Ordedienst in Kennemerland. Hij werkte daarbij samen met Antonie Berends. Beide mannen deden zich voor als geheim agenten. Als gevolg daarvan werden onder andere Reinder Bovenhuis, Fritjof Dudok van Heel, Godert Willem van Dedem, Cor van der Put, Joris Smalt, Nico van Straaten en Henri Vroom aangehouden. Via de groep in Kennemerland had De Droog ook contacten opgedaan met de Ordedienst in Assen. Als gevolg daarvan werden Jurrinus Boiten, Abraham Jacobson en Josephus Philipsen opgepakt. Dudok van Heel en Van Dedem stierven voor het vuurpeloton, Boiten overleed in Neuengamme, Vroom en Jacobson in Kamp Vught, Philipsen in Natzweiler-Struthof en Smalt in Mittelbau-Dora.
- De Droog werd er in de zomer van 1942 op uitgestuurd om te infiltreren in het verzet in Tiel. Hij slaagde daarin en overhandigde de Duitsers een lijst met namen. Tijdens een vergadering bij de bakker Jan van Veenendaal op 26 augustus 1942 vielen de Duitsers binnen en arresteerden alle aanwezigen. Kort na de vergadering volgden nog enkele arrestaties. Van de zeventien mensen die in totaal werden opgepakt overleefden zeven de oorlog niet:  Hendrik Blijdenstein, Jan Cieraad, Vincent van Hesteren, Gerrit Laagwater, Pieter Peterse en Jan van Veenendaal.
- Vanaf april 1943 hield De Droog zich regelmatig op in Wolfheze en omgeving. Hij deed zich voor als verzetsman. De Droog werd bijgestaan door Jean François Velle. Op 23 juli 1943 vond er een razzia plaats, waarbij naar schatting tien tot twintig mensen werden opgepakt. Onder hen waren twee Joodse kinderen. Hun ouders gaven zich na het horen van het nieuws aan bij de Sicherheitsdienst. Alle gezinsleden verloren enkele maanden later het leven in Auschwitz. Het Joodse echtpaar Isaäc en Margaretha Wallega was enkele weken al opgepakt. Zij slaagden erin uit Kamp Westerbork te ontsnappen en overleefden zodoende de oorlog.
- De Droog bezocht op 17 juni 1944 een vergadering van de LO in Almelo, zich voordoende als medewerker van de TD-groep. Hij had een uitnodiging bij zich die was gevonden bij een gearresteerde verzetsman. Met de uitnodiging kreeg hij moeiteloos toegang tot de vergadering. Na afloop werden de leiders van de LO in Almelo en Enschede gearresteerd, te weten Herman van Beek, Gerrit Breteler, Jan Buiter en Frederik Gombert.[8]
- Begin december 1944 werd er door De Droog en Ries Jansen een huiszoeking verricht bij de Edese verzetsman Pieter van Vark. Bij hem werden verschillende exemplaren van het illegale blad De Eendracht aangetroffen. Van Vark werd meegenomen en op 21 december 1944 in koelen bloede doodgeschoten door de SD'er Friedrich Enkelstroth.[9]
- Op 2 december 1944 werd de geheim agent Abraham du Bois gearresteerd op de boerderij De Wester Wetering. Uit het verhoor van een opgepakte verzetsvrouw was de SD zijn verblijfplaats te weten gekomen. De Droog begaf zich op 1 december samen met Hugo Rappard naar de boerderij en deden zich voor als belangrijke verzetsmensen. Du Bois was op dat moment niet aanwezig, maar ze vertelden de aanwezige knecht dat ze de volgende dag voor hem terug zouden komen. Du Bois werd op de vlucht neergeschoten. In gevangenschap werd hij zwaar gemarteld. Hij werd uiteindelijk op 8 maart 1945 gefusilleerd bij de Woeste Hoeve, als represaillemaatregel voor de aanslag op Hanns Rauter. Op 2 december werd ook de verzetsman Henk Wildenburg aangehouden, die het grootste deel van de oorlog in gevangenschap doorbracht. Ook twee knechten werden gearresteerd, maar die werden na twee weken vrijgelaten.[10]
- Op 5 december 1944 werd in Lunteren de ondergedoken wachtmeester van de Marechaussee Geert Nijmeijer aangetroffen. De Droog kende hem nog van vroeger, maar dat weerhield hem er niet van om Nijmeijer stante pede dood te schieten.[11]